# Luciano Bacheta
Luciano Bacheta (ur. 26 kwietnia 1990 w Romford, Anglia) – brytyjski kierowca wyścigowy.

## Kariera
Luciano karierę rozpoczął w roku 2004, od startów w kartingu. W 2006 roku przeszedł do wyścigów samochodów jednomiejscowych, debiutując w brytyjskich mistrzostwach T Cars. Już w pierwszym podejściu sięgnął w niej po tytuł mistrzowski, meldując się przy tym jedenastokrotnie na podium (w tym sześć razy na najwyższym stopniu). W tym samym roku brał udział również w Formule Palmer Audi. W klasie Autumn Trophy, dwukrotnie zwyciężył, zajmując ostatecznie 3. lokatę w końcowej klasyfikacji. Poza tym zaliczył jednorazowy występ w mistrzostwach Ginetta Junior. Dwukrotnie znalazł się na podium, jednakże nie był liczony do klasyfikacji.
W kolejnym sezonie ścigał się w głównej kategorii Formuły Palmer Audi. Triumfując czterokrotnie, zmagania zakończył na 3. miejscu. W kategorii Autumn Trophy wystąpił w trzech wyścigach, podczas których uzyskał taką liczbę punktów, która pozwoliła mu znaleźć się na 14. lokacie, w ogólnej punktacji.
W latach 2008–2009 ścigał się w europejskiej oraz zachodnio-europejskiej Formule Renault. Nie spisał się jednak najlepiej, plasując się na odległych pozycjach, w klasyfikacji generalnej. W sezonie 2010 Luciano należał do czołówki europejskiej edycji. Równa i konsekwentna jazda zaowocowała tytułem wicemistrzowskim, z dorobkiem siedmiu miejsc na podium (w tym jednego zwycięstwa).

## Statystyki
| Sezon     | Seria                                         | Zespół                  | Wyścigi | Zwycięstwa | PP | NO | Podium | Pkt.  | Poz. |
| --------- | --------------------------------------------- | ----------------------- | ------- | ---------- | -- | -- | ------ | ----- | ---- |
| 2006      | T Cars                                        | PalmerSport Junior      | 20      | 6          | 3  | 5  | 11     | 170   | 1    |
| 2006      | Formuła Palmer Audi Autumn Trophy             |                         | 6       | 2          | 1  | ?  | 3      | 102   | 3    |
| 2006      | Mistrzostwa Ginetta Junior                    |                         | 2       | 0          | 0  | 0  | 2      | 0†    | NS†  |
| 2007      | Formuła Palmer Audi                           |                         | 20      | 4          | 2  | ?  | 9      | 303   | 3    |
| 2007      | Formuła Palmer Audi Autumn Trophy             | 3                       | 0       | 0          | 0  | 0  | 37     | 14    |      |
| 2008      | Europejska Formuła Renault                    | Hitech Junior Team      | 14      | 0          | 0  | 0  | 0      | 3     | 23   |
| 2008      | Formuła Renault WEC                           | Hitech Junior Team      | 6       | 0          | 0  | 0  | 0      | 2     | 26   |
| 2009      | Europejska Formuła Renault                    | Epsilon Sport           | 12      | 0          | 0  | 0  | 0      | 11    | 16   |
| 2009      | Formuła Renault WEC                           | Epsilon Sport           | 2       | 0          | 0  | 0  | 0      | 11    | 13   |
| 2010      | Europejski Puchar Formuły Renault 2.0         | Interwetten Junior Team | 16      | 1          | 1  | 2  | 7      | 124   | 2    |
| 2010      | Europejska Formuła BMW                        | DAMS                    | 4       | 0          | 0  | 0  | 0      | N/A   | NS†  |
| 2010      | Północnoeuropejski Puchar Formuły Renault 2.0 | Interwetten Junior Team | 2       | 0          | 0  | 0  | 0      | 1     | 32   |
| 2010      | Brytyjska Formuła Renault                     | Team Firstair           | 2       | 0          | 0  | 0  | 0      | 14    | 25   |
| 2011      | Formuła 2                                     | MotorSport Vision       | 4       | 0          | 0  | 0  | 0      | 18    | 13   |
| 2011      | Seria GP3                                     | RSC Mücke Motorsport    | 12      | 0          | 0  | 0  | 0      | 4     | 22   |
| 2012      | Formuła 2                                     | MotorSport Vision       | 20      | 5          | 3  | 5  | 8      | 231,5 | 1    |
| 2012/2013 | MRF Challenge – Formula 2000                  |                         | 10      | 0          | 0  | 1  | 5      | 102   | 3    |
| 2013      | Auto GP World Series                          | Zele Racing             | 8       | 1          | 0  | 0  | 2      | 49    | 11   |
| 2014      | GT4 European Series – Pro Class               | Genesee Reflex Racing   | 2       | 0          | 0  | 0  | 0      | 16    | 8    |
| 2014      | European Le Mans Series – LMP2                | Greaves Motorsport      | 3       | 0          | 0  | 0  | 0      | 22    | 13   |
| 2014      | VLN Endurance – SP10                          |                         | 1       | 0          | 0  | 0  | 0      | 0     | NS   |

† – Bacheta nie był liczony do klasyfikacji

## Wyniki w GP3
| Legenda oznaczeń w tabelach wyników Wyświetl szablon na nowej stronie | Legenda oznaczeń w tabelach wyników Wyświetl szablon na nowej stronie                                                                     |
| Oznaczenie                                                            | Wyjaśnienie |
| --------------------------------------------------------------------- | --- |
| Złoty                                                                 | Zwycięzca lub mistrzostwo |
| Srebrny                                                               | 2. miejsce lub wicemistrzostwo |
| Brązowy                                                               | 3. miejsce lub II wicemistrzostwo |
| Zielony                                                               | Ukończył, punktował (w klasyfikacji generalnej, gdy zdobył co najmniej jeden punkt na przestrzeni sezonu, poza trzema powyższymi opcjami) |
| Niebieski                                                             | Ukończył, nie punktował (w klasyfikacji generalnej, gdy nie zdobył co najmniej jednego punktu na przestrzeni sezonu)                      |
| Czerwony                                                              | Nie zakwalifikował się (NZ) |
| Czerwony                                                              | Nie prekwalifikował się (NPK) |
| Różowy                                                                | Nie ukończył (NU) |
| Różowy                                                                | Niesklasyfikowany (NS) (w klasyfikacji generalnej, gdy nie został sklasyfikowany w żadnym wyścigu sezonu)                                 |
| Czarny                                                                | Zdyskwalifikowany (DK) |
| Czarny                                                                | Wykluczony (WYK/EX) |
| Biały                                                                 | Nie wystartował (NW) |
| Biały                                                                 | Kontuzjowany (K/INJ) |
| Biały                                                                 | Wyścig odwołany (OD/C) |
| Bez koloru                                                            | Został wycofany (WYC/WD) |
| Bez koloru                                                            | Nie przybył (NP/DNA) |
| Bez koloru                                                            | Nie brał udziału w treningach (NT/DNP) |
| Bez koloru                                                            | Nie został zgłoszony (–) |
| Pogrubienie                                                           | Start z pole position |
| Kursywa                                                               | Najszybsze okrążenie wyścigu |
| †                                                                     | Nie ukończył, ale jego rezultat został zaliczony ze względu na przejechanie więcej niż 90% dystansu wyścigu.                              |
| *                                                                     | Sezon w trakcie |
| 1/2/3                                                                 | Punktowana pozycja w sprincie kwalifikacyjnym                                                                                             |
| Lista systemów punktacji Formuły 1                                    | |

| Rok  | Zespół               | Wyniki w poszczególnych eliminacjach | Wyniki w poszczególnych eliminacjach | Wyniki w poszczególnych eliminacjach | Wyniki w poszczególnych eliminacjach | Wyniki w poszczególnych eliminacjach | Wyniki w poszczególnych eliminacjach | Wyniki w poszczególnych eliminacjach | Wyniki w poszczególnych eliminacjach | Wyniki w poszczególnych eliminacjach | Wyniki w poszczególnych eliminacjach | Wyniki w poszczególnych eliminacjach | Wyniki w poszczególnych eliminacjach | Wyniki w poszczególnych eliminacjach | Wyniki w poszczególnych eliminacjach | Wyniki w poszczególnych eliminacjach | Wyniki w poszczególnych eliminacjach | Punkty | Pozycja |
| ---- | -------------------- | ------------------------------------ | ------------------------------------ | ------------------------------------ | ------------------------------------ | ------------------------------------ | ------------------------------------ | ------------------------------------ | ------------------------------------ | ------------------------------------ | ------------------------------------ | ------------------------------------ | ------------------------------------ | ------------------------------------ | ------------------------------------ | ------------------------------------ | ------------------------------------ | ------ | ------- |
| 2011 | RSC Mücke Motorsport | TUR                                  | TUR                                  | ESP                                  | ESP                                  | VAL                                  | VAL                                  | GBR                                  | GBR                                  | DEU                                  | DEU                                  | HUN                                  | HUN                                  | BEL                                  | BEL                                  | ITA                                  | ITA                                  | 4      | 22      |
| 2011 | RSC Mücke Motorsport | NU                                   | 19                                   | 22                                   | 16                                   | 18                                   | 10                                   | 5                                    | 19                                   | 25                                   | 25                                   | 17                                   | NU                                   | –                                    | –                                    | –                                    | –                                    | 4      | 22      |